# 33e législature de la Colombie-Britannique

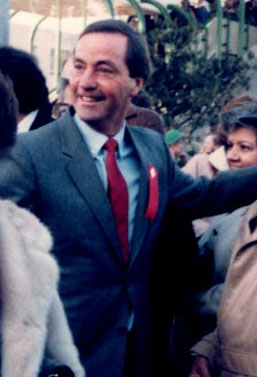
Bill Bennett, premier ministre (1975-1986).

La 33e législature de la Colombie-Britannique a siégé de 1983 à 1986. Ses membres sont élus lors de l'élection générale de 1983 (en). Le Parti Crédit social de la Colombie-Britannique de Bill Bennett forme un gouvernement majoritaire. Après la retraite de Bennett, Bill Vander Zalm le remplace comme premier ministre en 1986.
Le Nouveau Parti démocratique de la Colombie-Britannique (NPD) dirigé par David Barrett forme l'opposition officielle. Barrett démissionne en 1984 et est remplacé par Bob Skelly.
Kenneth Walter Davidson est président de l'Assemblée durant la législature.

## Membre de la 33elégislature
| Député | Député                        | Circonscription           | Parti         |
| ------ | ----------------------------- | ------------------------- | ------------- |
|        | Robert Evans Skelly           | Alberni                   | Néo-démocrate |
|        | Al Passarell                  | Atlin                     | Néo-démocrate |
|        | James J. (Jim) Hewitt         | Boundary-Similkameen      | Créditiste    |
|        | Rosemary Brown                | Burnaby-Edmonds           | Néo-démocrate |
|        | Eileen Dailly                 | Burnaby North             | Néo-démocrate |
|        | Elwood Neal Veitch            | Burnaby-Willingdon        | Néo-démocrate |
|        | Alexander Vaughan Fraser      | Cariboo                   | Créditiste    |
|        | William Samuel (Bill) Ritchie | Central Fraser Valley     | Créditiste    |
|        | Harvey Schroeder              | Chilliwack                | Créditiste    |
|        | James Roland Chabot           | Columbia River            | Créditiste    |
|        | Karen Elizabeth Sanford       | Comox                     | Néo-démocrate |
|        | Mark Willson Rose             | Coquitlam-Moody           | Néo-démocrate |
|        | Barbara Brookman Wallace      | Cowichan-Malahat          | Néo-démocrate |
|        | Kenneth Walter Davidson       | Delta                     | Créditiste    |
|        | Forbes Charles Austin Pelton  | Dewdney                   | Créditiste    |
|        | Frank Mitchell                | Esquimalt-Port Renfrew    | Néo-démocrate |
|        | Claude Harry Richmond         | Kamloops                  | Créditiste    |
|        | Terence Patrick Segarty       | Kootenay                  | Créditiste    |
|        | Robert Howard McClelland      | Langley                   | Créditiste    |
|        | Don Lockstead                 | Mackenzie                 | Néo-démocrate |
|        | John Michael Parks            | Maillardville-Coquitlam   | Créditiste    |
|        | David Daniel Stupich          | Nanaimo                   | Néo-démocrate |
|        | Lorne Nicolson                | Nelson-Creston            | Néo-démocrate |
|        | Dennis Geoffrey Cocke         | New Westminster           | Néo-démocrate |
|        | Colin Stuart Gabelmann        | North Island              | Néo-démocrate |
|        | Anthony Brummet               | North Peace River         | Créditiste    |
|        | Angus Creelman Ree            | North Vancouver-Capilano  | Créditiste    |
|        | John (Jack) Davis             | North Vancouver-Seymour   | Créditiste    |
|        | Brian Smith                   | Oak Bay-Gordon Head       | Créditiste    |
|        | Donald James Campbell         | Okanagan North            | Créditiste    |
|        | William Richards Bennett      | Okanagan South            | Créditiste    |
|        | Jack Joseph Kempf             | Omineca                   | Créditiste    |
|        | John Herbert (Jack) Heinrich  | Prince George North       | Créditiste    |
|        | William Bruce Strachan        | Prince George South       | Créditiste    |
|        | Graham Lea                    | Prince Rupert             | Néo-démocrate |
|        | James Arthur Nielsen          | Richmond                  | Créditiste    |
|        | Christopher D'Arcy            | Rossland-Trail            | Néo-démocrate |
|        | Hugh Austin Curtis            | Saanich and the Islands   | Créditiste    |
|        | Michael C. Clifford           | Shuswap-Revelstoke        | Créditiste    |
|        | Frank Howard                  | Skeena                    | Néo-démocrate |
|        | Donald McGray Phillips        | South Peace River         | Créditiste    |
|        | Rita Margaret Johnston        | Surrey                    | Créditiste    |
|        | William Earl (Bill) Reid      | Surrey                    | Créditiste    |
|        | Emery Oakland Barnes          | Vancouver Centre          | Néo-démocrate |
|        | Gary Lauk                     | Vancouver Centre          | Néo-démocrate |
|        | David Barrett                 | Vancouver East            | Néo-démocrate |
|        | Alexander Barrett MacDonald   | Vancouver East            | Néo-démocrate |
|        | Grace Mary McCarthy           | Vancouver-Little Mountain | Créditiste    |
|        | Douglas Lyle Mowat            | Vancouver-Little Mountain | Créditiste    |
|        | Garde Basil Gardom            | Vancouver-Point Grey      | Créditiste    |
|        | Patrick Lucey McGeer          | Vancouver-Point Grey      | Créditiste    |
|        | Peter Stewart Hyndman         | Vancouver South           | Créditiste    |
|        | Charles Stephen Rogers        | Vancouver South           | Créditiste    |
|        | Robin Kyle Blencoe            | Victoria                  | Néo-démocrate |
|        | Gordon William Hanson         | Victoria                  | Néo-démocrate |
|        | John Douglas Reynolds         | West Vancouver-Howe Sound | Créditiste    |
|        | Thomas Manville Waterland     | Yale-Lillooet             | Créditiste    |

## Répartition des sièges
| Parti    | Parti         | Député(s) |
| -------- | ------------- | --------- |
|          | Crédit social | 35        |
|          | Néo-démocrate | 22        |
| Total    | Total         | 57        |
| Majorité | Majorité      | 13        |

## Élections partielles
Des élections partielles ont été tenues pour diverses autres raisons:
| Circonscription | Député                 | Parti         | Élection        | Motif                                                                         |
| --------------- | ---------------------- | ------------- | --------------- | ----------------------------------------------------------------------------- |
| Okanagan North  | Lyle MacWilliam        | Néo-démocrate | 8 novembre 1984 | Décès de D.J. Campbell le 10 juin 1984                                        |
| Vancouver East  | Robert Arthur Williams | Néo-démocrate | 8 novembre 1984 | Démission de D. Barrett le 1er juin 1984, pour devenir animateur de talk show |

## Autre(s) changement(s)
- Graham Lea siège comme Indépendant le 20 juin 1984. Le 8 février 1985, il forme le United Party. Il dissout le United Party pour se rallier aux progressistes-conservateurs le 26 mars 1986[5].
- Al Passarell se joint aux créditistes le 22 octobre 1985[5].
- South Peace River: démission de Donald McGray Phillips le 28 avril 1986[5].
- Yale-Lillooet: démission de Thomas Manville Waterland le 5 août 1986[5].
- Langley: démission de Robert Howard McClelland le 7 août 1986.)[5]